# 1948 en science
| Années de la science : 1945 - 1946 - 1947 - 1948 - 1949 - 1950 - 1951    |
| Décennies de la science : 1910 - 1920 - 1930 - 1940 - 1950 - 1960 - 1970 |

Cet article présente les faits marquants de l'année 1948 en science.

## Évènements
- 25 mars : première prévision réussie de tornade par E. J. Fawbush et Robert C. Miller à la base aérienne de Tinker en Oklahoma[1].

- 14 mai : départ de Rouen de la première expédition polaire française de Paul-Émile Victorsur le brise-glace norvégien Force. Le 1er juin elle débarque au Groenland vingt-sept chercheurs et 110 tonnes de matériel[2].

- 19 octobre : le professeur Auguste Piccard s’embarque de Dakar vers les îles du Cap-Vert où il doit tenter des expériences de plongée à bord d’un bathyscaphe, le FNRS 2, réalisées le 26 octobre et le 3 novembre[3].
- 26 novembre : départ de Brest de la deuxième expédition polaire française vers la terre Adélie à bord du Commandant Charcot sous la direction d'André Franck Liotard. Elle atteint l’Antarctique le 11 février 1949 mais ne peut débarquer face au pack[2].
- 16 décembre : le projet Sign, première étude scientifique officielle de l'US Air Force sur les OVNI, est dissous[4].

### Sciences de la vie
- 5 janvier : publication du premier rapport Kinsey, Sexual Behavior in the Human Male (« Le comportement sexuel de l'homme ») aux États-Unis[5].
- 7 avril : entrée en vigueur de la Constitution de l'Organisation mondiale de la Santé (OMS)[6].

- 31 juillet - 7 août : session spéciale de l'Académie Lénine des sciences agricoles de l'URSS. L'enseignement et la recherche en génétique mendélienne sont abandonnés au profit des conceptions de Trofim Lyssenko[7].
- 21 septembre : la cortisone, isolée par Philip Showalter Hench, Edward Calvin Kendall et Tadeusz Reichstein, est employée pour la première fois pour le traitement d'une malade[8].
- 5 octobre : création de l'Union internationale pour la conservation de la nature à l'issue d'une conférence réunie à Fontainebleau[9].
- 20 novembre : le takahé du Sud, un oiseau considéré comme éteint, est redécouvert par l'ornithologiste britannique Geoffrey Orbell (en) près du lac Te Anau dans l'Île du Sud de la Nouvelle-Zélande[10].

### Sciences physiques
- 16 février : Gerard Kuiper découvre Miranda, un satellite d'Uranus[11].

- 1er avril : publication de l’article αβγ écrit par Ralph Alpher, Hans Bethe et George Gamow sur la nucléosynthèse primordiale, c’est-à-dire la formation des premiers noyaux atomiques d'hydrogène et d'hélium durant les cinq premières minutes de l'univers après le Big Bang[12].
- 15 mai : dans un article publié dans la revue Nature[13], le physicien hongrois Dennis Gabor présente le principe de l'holographie en ligne qu'il a découvert alors qu'il travaillait à l'amélioration de microscopes électroniques dans la compagnie Thomson-Houston à Rugby en Angleterre.
- 29 mai : le physicien néerlandais Hendrik Casimir prédit l'effet Casimir dans un article communiqué à l'Académie des sciences d'Amsterdam[14].

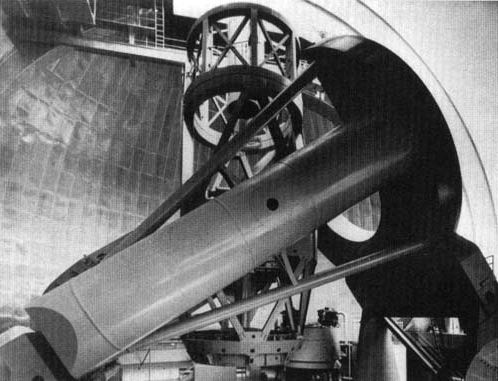
Le télescope Hale.

- 3 juin : dédicace du télescope géant Hale du Caltech (5 mètres) sur le Mont Palomar, mise en service en novembre 1949[15].
- 5 juillet : une seconde pile atomique, Bepo (British Experimental Pile 0 )  est mise en service au Royaume-Uni dans la centrale de Harwell[16].

- 30 octobre : George Gamow publie un article dans lequel il calcule que la première lumière de l'univers est apparue environ 300 000 ans après le Big Bang[17]. Ralph Alpher et Robert Herman publient le même résultat presque en même temps, le 13 novembre[18].
- 15 décembre : mise en route au fort de Châtillon de Zoé, la première pile atomique française dont la construction a été dirigé par Frédéric Joliot-Curie[19].

### Sciences formelles
- 21 juin : Frederic Calland Williams, Tom Kilburn et Geoff Tootill, de l'université de Manchester, font tourner le premier programme informatique de leur prototype, la Small-Scale Experimental Machine[20].
- Juillet et octobre : le mathématicien américain Claude Shannon développe sa théorie de l'information dans un article (A Mathematical Theory of Communication) publié en deux parties dans le Bell System Technical Journal[21],[22].
- Août : début de la construction du Manchester Mark I, le premier ordinateur électronique à programme enregistré en mémoire du monde[23].
- 20 septembre : le mathématicien américain d'origine hongroise John von Neumann présente au Hixon Symposium de Caltech à Passadena son article intitulé The General and Logical Theory of Automata (« Théorie générale et logique des automates »)[24]. Ayant étudié mathématiquement les machines autoréplicatives, il développe le concept de « copieur et constructeur universel » (universal copier and constructor en anglais), le premier automate cellulaire[25].

### Technologie
- 21 juin : lors une conférence de presse au Waldorf Astoria Hotel de New York, Peter Carl Goldmark, directeur du département recherche et développement chez CBS et à la tête d'une équipe de la société Columbia, présente le 33-tours LP, le premier disque microsillon[26].

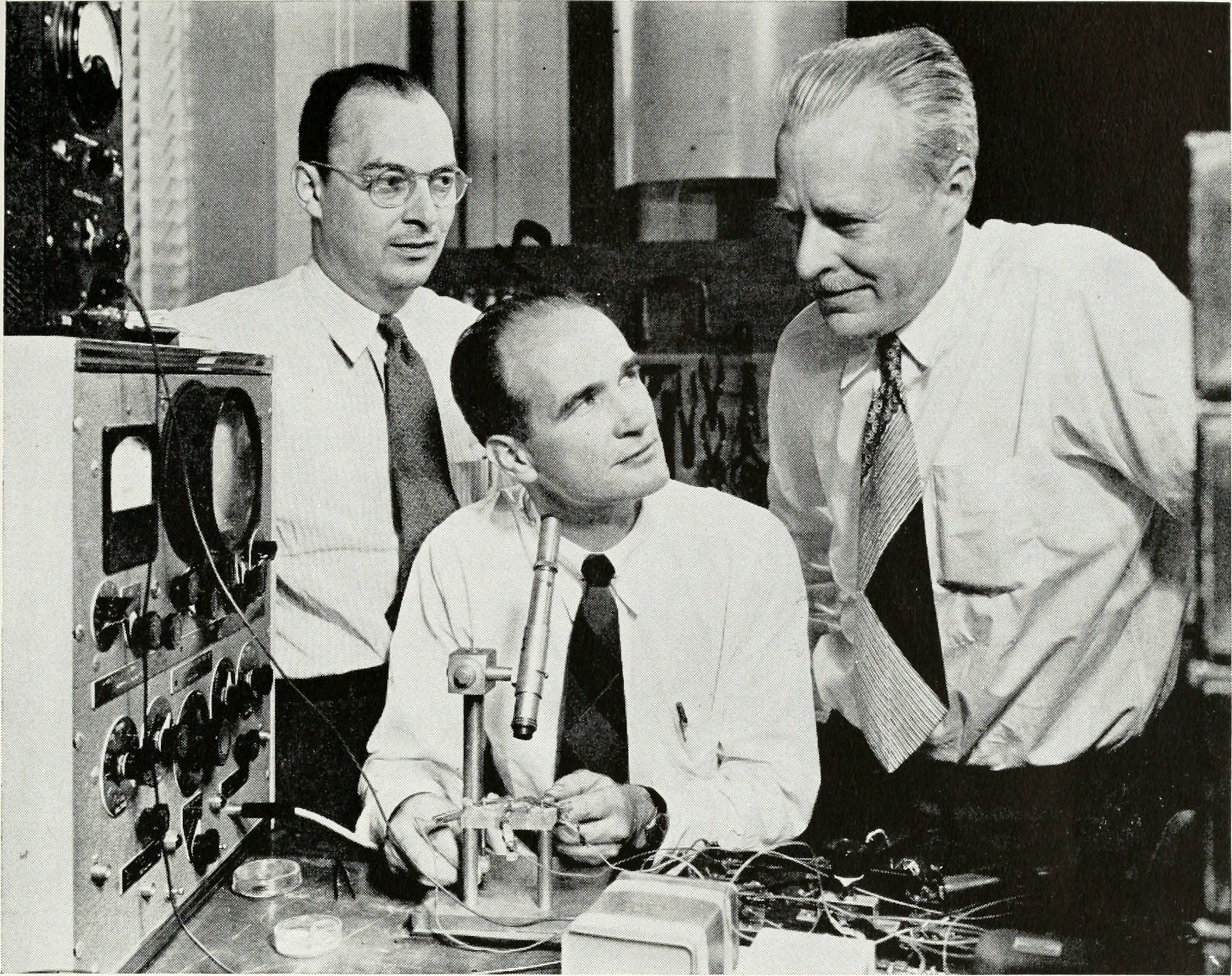
John Bardeen, William Shockley et Walter Brattain aux laboratoires Bell en 1948.

- 30 juin : présentation à New York du premier transistor, réalisé par William Shockley, John Bardeen et Walter Houser Brattain des laboratoires Bell. Le brevet est déposé le 17 juin[27].
- 10 octobre : premier test réussit de lancement d'un missile balistique à courte portée R-1 de fabrication soviétique[28].
- 26 novembre : mise sur le marché chez Jordan Marsh à Boston du premier appareil photographique instantané, le  « Polaroïd Model 95 »[29].

## Publications
- Henry Fairfield Osborn, Jr : Our Plundered planet, by Fairfield Osborn. – Boston, Little, Brown and Co., 1948. In-16, (210 × 145 mm), XIV-217 p. / La planète au pillage, traduction de l’américain par Maurice Planiol. – Paris, Payot, 1949. In-8°, (230 × 140), 214 p. (Bibliothèque scientifique.) Rééd. avec une préface de Pierre Rabhi, Actes Sud, collection Babel, 2008, 18 cm, 214 p[30].
- William Vogt : Road to survival (La faim du monde, 1950)[30].
- Norbert Wiener : Cybernetics : Or Control and Communication in the Animal and the Machine (« La Cybernétique. Information et régulation dans le vivant et la machine »).

## Prix
- Prix Nobel

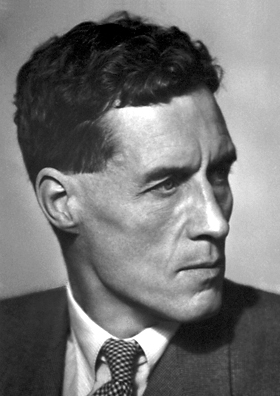
Patrick Blackett

  - Prix Nobel de physiologie ou médecine : Paul Hermann Müller (médecine) pour ses travaux sur le DDT (Dichlorodiphényltrichloroéthane).
  - Prix Nobel de chimie : Arne Wilhelm Kaurin Tiselius pour ses travaux sur l’électrophorèse.
  - Prix Nobel de physique : Patrick Maynard Stuart Blackett, spécialiste des rayons cosmiques, pour le perfectionnement de la chambre de Wilson.

- Prix Lasker
  - Prix Albert-Lasker pour la recherche médicale fondamentale : Vincent du Vigneaud, Selman Waksman, René Dubos
  - Prix Albert-Lasker pour la recherche médicale clinique : non attribué

- Médailles de la Royal Society
  - Médaille Copley : Archibald Vivian Hill
  - Médaille Darwin : Ronald Fisher
  - Médaille Davy : Edmund Hirst
  - Médaille Hughes : Robert Watson-Watt
  - Médaille royale : James Gray, Harold Jeffreys
  - Médaille Rumford : Francis Simon

- Médailles de la Geological Society of London
  - Médaille Lyell : Arthur Hubert Cox (cy)
  - Médaille Murchison : James Phemister
  - Médaille Wollaston : Edward Battersby Bailey

- Prix Jules-Janssen (astronomie) : Lucien Henri d'Azambuja
- Médaille Bruce (Astronomie) : Otto Struve
- Médaille Linnéenne : Agnes Arber

## Naissances

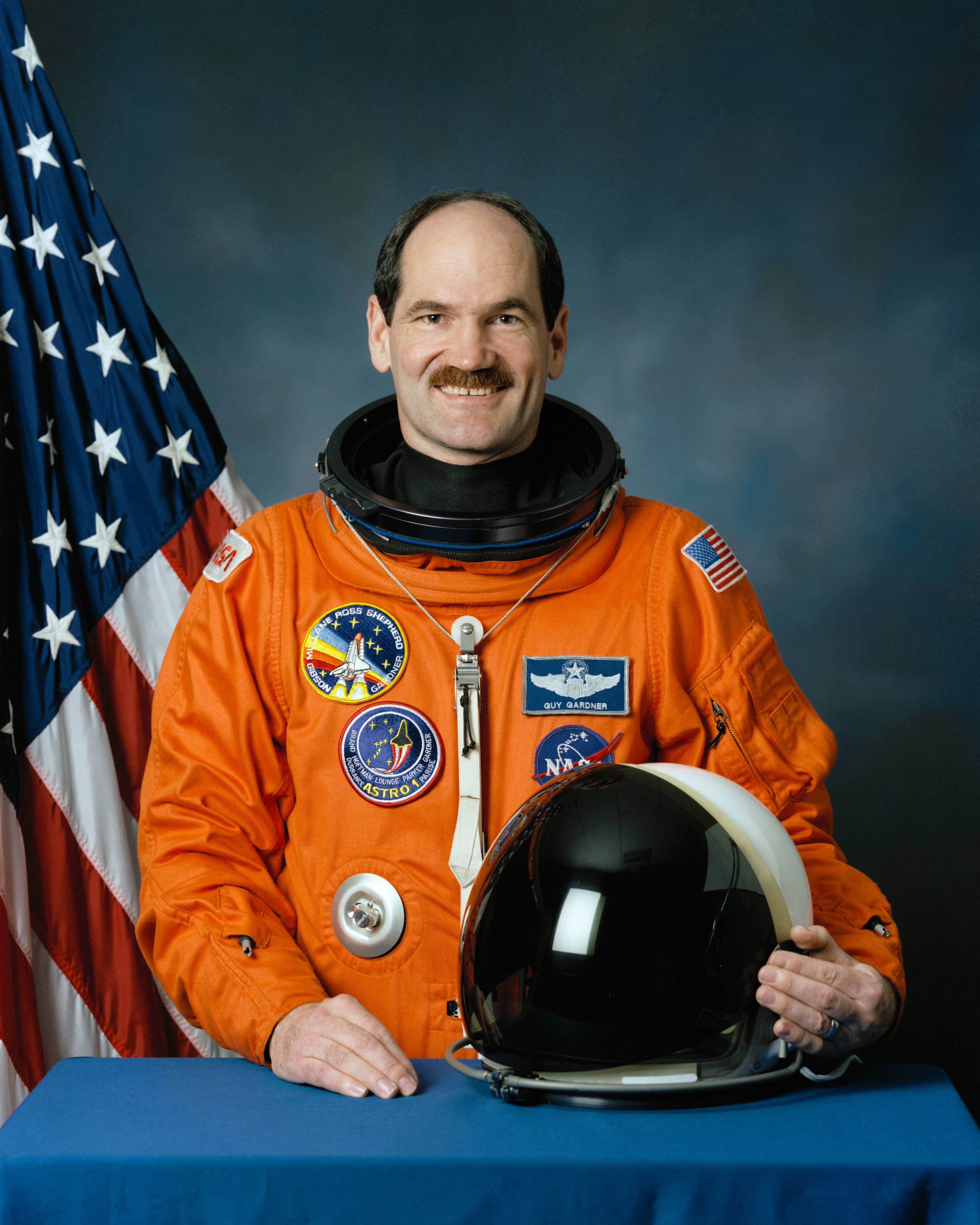
Guy S. Gardner

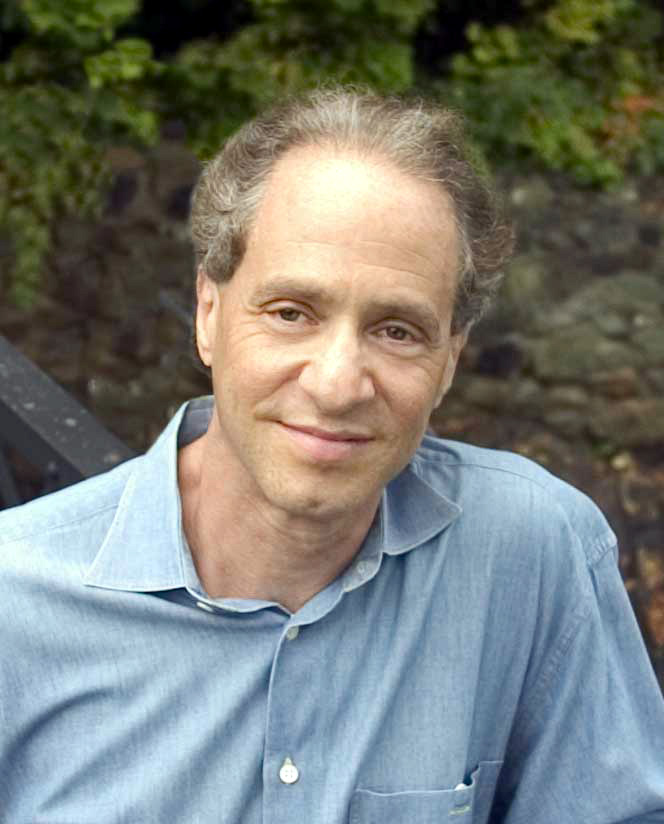
Raymond Kurzweil

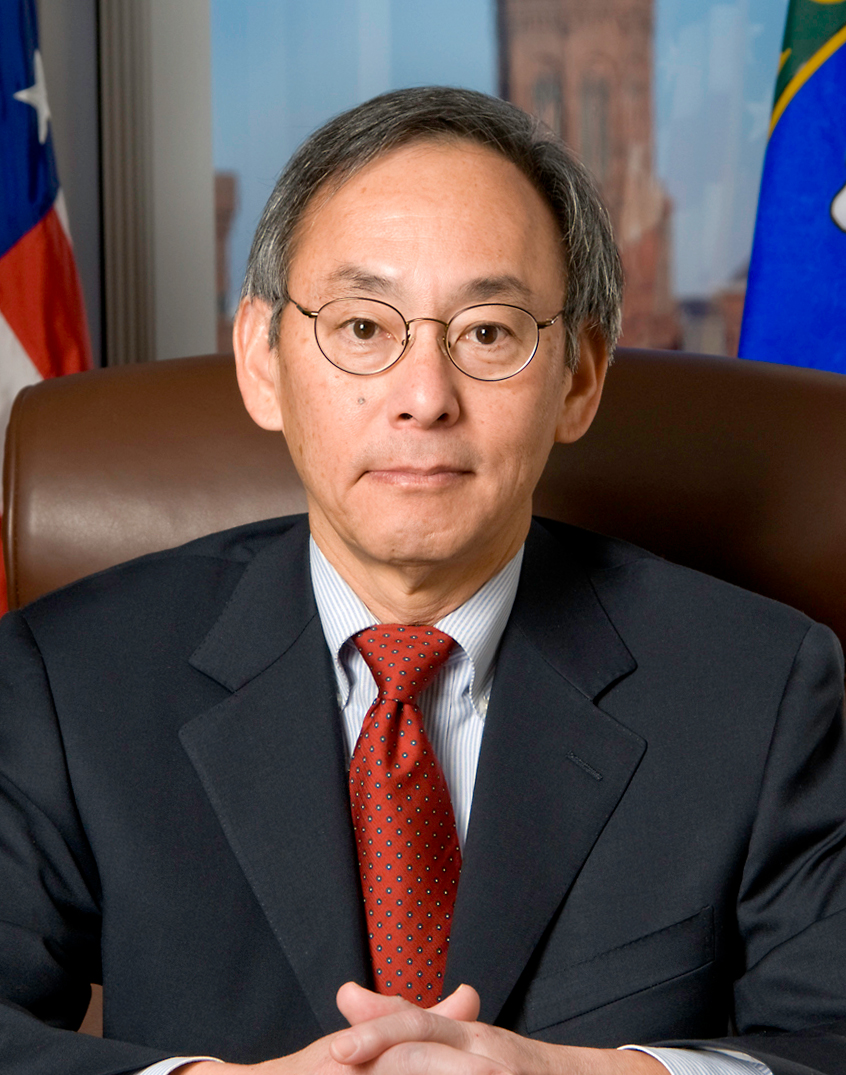
Steven Chu

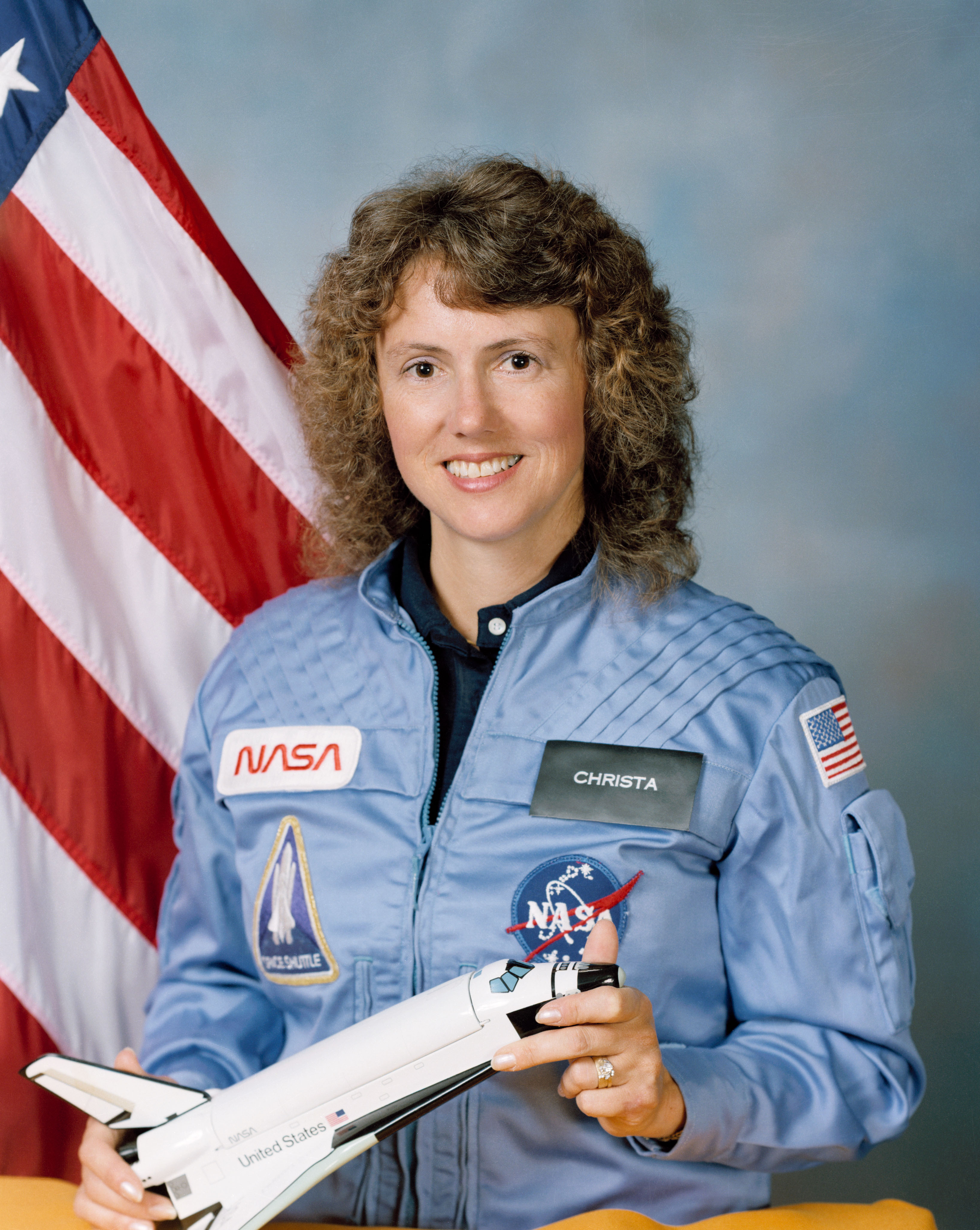
Christa McAuliffe

- 5 janvier : Gérard Sabah, chercheur français en intelligence artificielle.
- 6 janvier : Guy S. Gardner, astronaute américain.
- 16 janvier : Anatoli Soloviov, cosmonaute, et colonel russe.
- 19 janvier : Nancy Lynch, chercheuse américaine en informatique.
- 29 janvier : Mamoru Mohri, spationaute japonais.
- 31 janvier : Michel Rohmer, chimiste français.
- 6 février : Bertrand Hervieu, agronome français.
- 12 février : 
  - Raymond Kurzweil, informaticien américain.
  - Henry Gaudru, géologue et volcanologue français.
- 17 février : Claude Le Pen (mort en 2020), économiste français.
- 19 février :
  - Byron K. Lichtenberg, astronaute américain.
  - María Teresa Miras Portugal, (morte en 2021), biologiste espagnole.
- 22 février : Jean-Pierre Le Goff, professeur de mathématiques et historien des sciences et des techniques français.
- 28 février : Steven Chu, physicien américain et Secrétaire à l'Énergie des États-Unis depuis le 20 janvier 2009, prix Nobel de physique en 1997.

- 1er mars : Christian Duverger, anthropologue et archéologue mésoaméricaniste français.
- 6 mars : Vincent Courtillot, géophysicien français.
- 11 mars : Pierre Lemonnier, ethnologue et anthropologue français.
- 15 mars : Martin Brauen, ethnologue et directeur de musée suisse.
- 18 mars : Yannick d'Escatha, ingénieur français, directeur du CNES depuis 2003.
- 21 mars :
  - Pascale Cossart, microbiologiste française.
  - Scott Fahlman, chercheur en informatique américain.
- 25 mars : Marek Karpinski, informaticien et mathématicien polonais.

- 12 avril : Marc Waelkens (mort en 2021), archéologue et professeur belge.
- 17 avril : Robert H. Crabtree, chimiste britannique naturalisé américain.
- 18 avril : Yasumasa Kanada, mathématicien japonais.
- 19 avril : Alexeï Starobinski (mort en 2023), astrophysicien et cosmologiste soviétique puis russe.
- 30 avril : Robert Tarjan, informaticien américain.

- 4 mai : Alexander Schrijver, mathématicien et informaticien néerlandais.
- 19 mai : Jean-Pierre Haigneré, spationaute français.
- 22 mai : David H. Levy, astronome et écrivain scientifique québécois.
- 23 mai : William Press, informaticien américain.
- 27 mai : Aleksandr Volkov, cosmonaute soviétique.

- 5 juin : John P. Burgess, philosophe et logicien américain.
- 10 juin : Michèle Debonneuil, statisticienne et économiste français.
- 19 juin : Andrea Milani Comparetti (mort en 2018), mathématicien et astronome italien.
- 24 juin : Jean-Pierre Bibring, astrophysicien français.

- 1er juillet : Lonnie Thompson, paléoclimatologue américain.
- 10 juillet : Jacqueline Mitton, astronome britannique.
- 18 juillet : Hartmut Michel, biochimiste allemand, prix Nobel de chimie en 1988.
- 26 juillet : Ronnie Kosloff, chimiste américain.

- 1er août : Pierre Lamaison (mort en 2001), anthropologue français.
- 3 août : Guillemette Andreu, égyptologue et archéologue française.
- 8 août : Svetlana Savitskaya, cosmonaute soviétique.
- 13 août : 
  - Angela Gurnell, géoscientifique britannique.
  - Gilles Fontaine, astronome québécois.
- 14 août : David H. Bailey, mathématicien et informaticien américain.
- 20 août :
  - Jeanne Peiffer, historienne des mathématiques luxembourgeoise.
  - Trinh Xuan Thuan, astrophysicien et écrivain vietnamien.
- 30 août : Victor Skumin[31], professeur soviétique, décrit d'abord une maladie, connue plus tard comme le Syndrome de Skumin[32].

- 2 septembre :
  - Christa McAuliffe (morte en 1986), astronaute américaine.
  - David J. Stevenson, astronome et un professeur britannique.
- 3 septembre : Lioudmila Karatchkina, astronome soviétique et ukrainienne.
- 10 septembre : Charles Simonyi, informaticien et touriste spatial américain d'origine hongroise.
- 18 septembre : Alban Bensa (mort en 2021), anthropologue français.
- 26 septembre : Vladimir Remek, spationaute tchécoslovaque.
- 5 octobre : Marcel Otte, préhistorien belge.
- 16 octobre : Karen Wetterhahn (mort en 1997), chimiste américaine.
- 24 octobre : James Wuest, professeur et chimiste québécois.
- 29 octobre : Frans de Waal (mort en 2024), primatologue et éthologue néerlandais.

- 2 novembre : Leonid Levin, informaticien russo-américain.
- 5 novembre :
  - Robert J. Cenker, astronaute américain.
  - William D. Phillips, physicien américain, prix Nobel de physique en 1997.
- 8 novembre : Dale A. Gardner, astronaute américain.
- 13 novembre : Nicolas Grimal, égyptologue français.
- 18 novembre : Paul Mockapetris, ingénieur informatique américain.
- 26 novembre : Elizabeth Blackburn, biologiste moléculaire américaine d'origine australienne, prix Nobel de physiologie ou médecine en 2009.

- 1er décembre : Philippe Flajolet (mort en 2011), informaticien et mathématicien français.
- 3 décembre : Patrick Cousot, informaticien français.
- 17 décembre : Alain Prochiantz, neurobiologiste français, professeur au Collège de France.
- 25 décembre : Gérard Berry, informaticien français.

- Tássos Kourákis (mort en 2021), généticien et homme politique grec.

## Décès

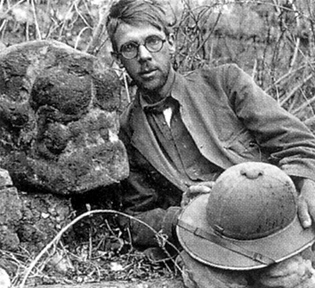
Sylvanus Morley à Copan en 1912.

- 15 janvier : Henri Deslandres (né en 1853), astronome français.
- 21 janvier : Ernst Herzfeld (né en 1879), archéologue et iranologue allemand.

- 10 mars : Eugen Slutsky (né en 1880), économiste et statisticien russe.
- 12 mars : Alfred Lacroix (né en 1863), minéralogiste, volcanologue et géologue français.

- 26 mai : Émile Gaston Chassinat (né en 1868), égyptologue français.
- 21 juin : D'Arcy Wentworth Thompson (né en 1860), biologiste écossais.

- 11 juillet : Franz Weidenreich (né en 1873), médecin et paléoanthropologue allemand.
- 31 juillet : Fernand Daguin (né en 1889), géologue français.

- 3 août : Clara Collet (née en 1860), statisticienne britannique.
- 4 août : Mileva Einstein (née en 1875), mathématicienne et physicienne d'origine serbe.
- 10 août : Emilio Almansi (né en 1869), ingénieur et mathématicien italien, spécialiste des grandes déformations.
- 30 août : Kristine Bonnevie (née en 1872), biologiste norvégienne et première femme professeur de ce pays.

- 2 septembre : Sylvanus Morley (né en 1883), archéologue et épigraphiste américain.
- 5 septembre : Richard Tolman (né en 1881), cosmologiste américain.
- 17 septembre : Ruth Benedict (née en 1887), anthropologue, biographe et poète américaine.
- 27 septembre : Carl Östen Emanuel Bergstrand (né en 1873), astronome suédois.

- 7 octobre : Johan Hjort (né en 1869), zoologiste norvégien.
- 18 octobre : Margaret Hasluck (née en 1885), géographe, linguiste et archéologue anglaise.
- 22 octobre : Guillaume de Jerphanion (né en 1877), jésuite, épigraphiste, géographe, photographe, linguiste et archéologue français.
- 16 novembre : Frederick Cottrell (né en 1877), électrochimiste américain.
- 13 décembre : Louis Rapkine (né en 1904), biochimiste français d'origine russe.